# Камагуейська церковна провінція
Камагуе́йська церко́вна прові́нція (лат. Provincia ecclesiastica Camagueyensis) — провінція Католицької церкви на Кубі, з центром у місті Камагуей. Заснована 1925 року. Охоплює терени Центральної Куби. До складу провінції входить Камагуейська архідіоцезія та її суфраганні діоцезії — Санта-Кларська, Сьєго-де-Авільська і Сьєнфуегоська. 

## Склад
- Камагуейська архідіоцезія
- Санта-Кларська діоцезія
- Сьєго-де-Авільська діоцезія
- Сьєнфуегоська діоцезія